# Lančov
Lančov (en allemand : Landschau) est une commune du district de Znojmo, dans la région de Moravie-du-Sud, en République tchèque. Sa population s'élevait à 223 habitants en 2020.

## Géographie
Lančov se trouve à 4 km à l'ouest-nord-ouest de Vranov nad Dyjí, à 22 km à l'ouest-nord-ouest de Znojmo, à 70 km au sud-ouest de Brno et à 162 km au sud-est de Prague.
La commune est limitée par Chvalatice au nord-ouest, par Štítary au nord-est, par Vranov nad Dyjí à l'est, par Podmyče au sud et par Starý Petřín à l'ouest.

## Histoire
La première mention écrite de la localité date de 1323.